# Pulpety (film)
Pulpety (oryg. Meatballs) – kanadyjski film komediowy z 1979 roku w reżyserii Ivana Reitmana.

## Obsada
- Bill Murray jako Harrison
- Chris Makepeace jako Rudy
- Kate Lynch jako Roxanne
- Harvey Atkin jako Morty Melnick
- Russ Banham jako Crockett
- Sarah Torgov jako Candace
- Jack Blum jako "Spaz"
- Keith Knight jako Larry "Fink" Finkelstein
- Matt Craven jako "Hardware" Renzetti
- Margot Pinvidic jako Jackie
- Todd Hoffman jako "Wheels"
- Kristine DeBell jako A.L.
- Cindy Girling jako Wendy